# Championnat de Slovaquie de football 1938-1939
Navigation
Saison suivante
La saison 1938-1939 du Championnat de République slovaque de football est la première édition du championnat de première division en République slovaque. Les neuf meilleurs clubs du pays se retrouvent au sein d'une poule unique où les formations s'affrontent une seule fois. À l'issue du championnat, il n'y a pas de relégation et trois équipes supplémentaires sont promues pour faire passer le championnat à 12 clubs.
Cette édition tronquée de championnat a été mise en place à la suite de la scission de la Tchécoslovaquie entre la Bohême-Moravie et la République slovaque. Le SK Bratislava, seul club slovaque de I. Liga, est exclu et participe donc à cette compétition avec huit autres clubs slovaques.
C'est le club du Sparta Považská Bystrica qui termine en tête du classement du championnat, à égalité de points mais une meilleure différence de buts que le SK Bratislava. C'est le premier titre de champion de République slovaque de l'histoire du club.

## Les clubs participants
| - Sparta Považská Bystrica - SK Bratislava - MSK Zilina - SK Rapid Trnava - TTS Trencin | - ZTK Zvolen - SK Slavia Presov - AC Spišská Nová Ves - ASC Juventus Topolcany |

## Compétition

### Classement
Le barème utilisé pour établir le classement est le suivant :
- Victoire : 2 points
- Match nul : 1 point
- Défaite : 0 point

| Rang | Équipe                   | Pts | J | G | N | P | Bp | Bc | Diff |
| ---- | ------------------------ | --- | - | - | - | - | -- | -- | ---- |
| 1    | Sparta Považská Bystrica | 15  | 8 | 7 | 1 | 0 | 34 | 6  | +28  |
| 2    | SK Bratislava            | 15  | 8 | 7 | 1 | 0 | 30 | 11 | +19  |
| 3    | MSK Zilina               | 12  | 8 | 6 | 0 | 2 | 36 | 20 | +16  |
| 4    | SK Rapid Trnava          | 8   | 8 | 4 | 0 | 4 | 29 | 18 | +11  |
| 5    | ASC Juventus Topolcany   | 8   | 8 | 4 | 0 | 4 | 21 | 18 | +3   |
| 6    | TTS Trenčín              | 5   | 8 | 2 | 1 | 5 | 19 | 31 | -12  |
| 7    | AC Spišská Nová Ves      | 4   | 8 | 2 | 0 | 6 | 19 | 41 | -22  |
| 8    | SK Slavia Presov         | 3   | 8 | 1 | 1 | 6 | 12 | 28 | -16  |
| 9    | ZTK Zvolen               | 2   | 8 | 1 | 0 | 7 | 14 | 41 | -27  |

|  | Champion de République slovaque 1938-1939            |
|  | (T) Tenant du titre (P) : Promu de deuxième division |

## Bilan de la saison
| Championnat de République slovaque de football 1938-1939 |                                      |
| Champion                                                 | Sparta Považská Bystrica (1er titre) |
| Coupes et trophées                                       |                                      |
| Vainqueur de la Coupe de République slovaque 1938-1939   | Non disputée                         |
| Promotions et relégations                                |                                      |
| Promus en I. Liga                                        | FC Vrutky                            |
| Promus en I. Liga                                        | SK Banska Bystrica                   |
| Promus en I. Liga                                        | VAS Bratislava                       |
| Relégués en II. Liga                                     | Aucun                                |